# Steel Ball Run
Ficha en Anime News Network
Steel Ball Run (en japonés: スティール・ボール・ラン, Sutīru Bōru Ran) es la primera parte del reinicio y séptima historia de la serie de manga japonesa JoJo's Bizarre Adventure, escrita e ilustrada por Hirohiko Araki. Ambientada en 1890, está protagonizada por Gyro Zeppeli, un antiguo verdugo deshonrado, y Johnny Joestar, un ex jockey que recibió un disparo y perdió el uso de sus piernas, así como su fama y fortuna. Ellos, junto con otros, compiten en una carrera a través de todo Estados Unidos por 50 millones de dólares y buscan derrotar al presidente de los Estados unidos.

Originalmente, los primeros 23 capítulos (4 volúmenes) fueron serializados en Weekly Shōnen Jump en 2004 simplemente bajo el título Steel Ball Run. Aunque los nombres del personaje están obviamente relacionados con la serie, no estaba claro si la historia era parte de JoJo's Bizarre Adventure. Sin embargo, cuando la serie se mudó a Ultra Jump en 2005, se anunció oficialmente como la parte 7 de JoJo's Bizarre Adventure, pero en un universo alternativo al igual que la siguiente parte, JoJolion.

Los 95 capítulos se combinaron en 24 volúmenes de tankōbon (volúmenes 81 a 104 de la serie completa), siguiendo la tendencia establecida por la parte anterior, Stone Ocean, de comenzar con el recuento de volumen. Un par de capítulos fueron adaptados a una serie "Vomic", que tiene actores de voz que actúan sobre las páginas manga a medida que se muestran en la pantalla.

## Sinopsis
En el año 1890, jinetes de carreras de todo el mundo acuden en tropel a los Estados Unidos para participar en la Steel Ball Run, una carrera de caballos a campo traviesa desde San Diego hasta la ciudad de Nueva York con un premio de cincuenta millones de dólares. Johnny Joestar, un ex jinete de carreras que cayó de la gloria después de que en un tiroteo una bala lo alcanzó y lo paralizó de la cintura para abajo, decide entrar en la carrera después de conocer al misterioso Gyro Zeppeli. Las bolas de acero (del inglés Steel Ball) que utiliza Gyro como su arma de elección tienen un poder extraño que hizo que las piernas de Johnny se contraigan por primera vez en años, por lo que Johnny insiste en seguir a Gyro hasta que descubra el secreto de las bolas de acero giratorias. Los dos hombres comienzan como rivales, pero se acercan entre sí a medida que viajan por el desierto y se enfrentan a los ataques de competidores violentos en la carrera.
Aunque la carrera está organizada por el excéntrico magnate del petróleo Stephen Steel, más tarde se revela que Steel Ball Run está respaldada por el gobierno de los Estados Unidos. Sin el conocimiento de Stephen Steel, el presidente Funny Valentine planeó la carrera como un medio para recoger las piezas dispersas del cadáver de un santo de dos mil años, aunque nunca se menciona la identidad del cadáver, se deja implícito que este en realidad perteneció a Jesucristo. Se dice que a quien ensamble el cadáver completo se le otorgará un poder increíble. Una vez que Johnny y Gyro descubran esto, deben defenderse de los asesinos enviados por el presidente y sus rivales altamente competitivos mientras múltiples facciones luchan por el control de las partes del cadáver.

## Personajes principales
- Johnny Joestar: es un excorredor de caballos de Kentucky, que está paralizado de cintura para abajo. Participa en Steel Ball Run para seguir a Gyro Zeppeli y aprender a usar su técnica Spin para poder caminar nuevamente. Obtiene su tan reconocido stand Tusk al pasar no solamente por la Palma del diablo, también al fusionar su brazo izquierdo con el brazo izquierdo del Cadáver sagrado.
- Gyro Zeppeli: es un magistrado y verdugo en desgracia del Reino de Nápoles, que participa en el Steel Ball Run para liberar a alguien que cree que ha sido encarcelado erróneamente. Él es un maestro de un arte místico llamado Spin, que se canaliza a través de las bolas de acero que arroja, con efectos tanto combativos como médicos. Gyro, al ser un maestro en el arte del Spin, es capaz de canalizar su Rotación en un humanoide verde llamado Ball Breaker y este es un stand.
- Lucy Steel: es una niña de catorce años que ayuda a Johnny y Gyro en algunos momentos de la carrera, y es la esposa del promotor de Steel Ball Run, Steven Steel.
- Hot Pants: es una participante de Steel Ball Run de los Estados Unidos, y una ex monja. Ella usa el Stand Cream Starter, que toma la forma de una botella de spray que puede convertir la carne en una sustancia similar a la espuma y rociarla para fusionar la carne con el cuerpo de las personas.
- Funny Valentine: es el 23 ° presidente de los Estados Unidos y exsoldado. Él usa el Stand Dirty Deeds Done Dirt Cheap (D4C). La peculiaridad del stand de Funny, es que al parecer es el centro y unión de todas las líneas paralelas al SBR Verso, pudiendo traer copias de sí mismo (ya sea para intercambiar memoria, pelea u otra cosa) o para traer a una personaje X a esta dimensión que es lo que pasa con Diego Brando casi al final de la carrera.
- Diego Brando: apodado "Dio", es un participante de Steel Ball Run del Reino Unido y rival de Gyro y Johnny. Obtiene su stand Scary Monsters gracias al Dr. Ferdinand y puede convertirse parcialmente en un dinosaurio, generarlos e infectar un estilo de virus que puede convertir, ya sea cadáveres o personas en dinosaurios.
- Wekapipo: es un exguardia real napolitano que es contratado y asociado con el usuario de Stand Magent Magent para proteger a Valentine. Utiliza una técnica Spin muy distinta al de Gyro, empuñando una bola de acero llamada Wrecking Ball, que puede lanzar bolas más pequeñas y deslumbrantes si la bola principal está bloqueada o falla. (En el manga, la Steel ball de Wekapipo se le conoce como "Satélite")
- Steven Steel: es el promotor de Steel Ball Run y el esposo mayor de Lucy Steel. Funny Valentine coopera con Steven para cumplir su propósito de obtener todas las partes del Cadáver sagrado.
- Diego Brando (Mundo Alternativo): Uno de los antagonistas principales de la obra. Esta versión de Diego Brando es lo mismo que el original pero un poco más salvaje y teniendo el stand "THE WORLD". Es traído gracias a Funny Valentine viendo que el Spin disparado por Tusk act 4 era irreversible. Le dio la tarea de acabar con Johnny Joestar.

## Recepción
Kono Manga ga Sugoi! recomendó Steel Ball Run como un buen lugar para comenzar para las personas que no leyeron partes anteriores debido a que funciona como un reinicio de la serie Jojo's Bizarre Adventure y apreció cómo el paso de Weekly Shōnen Jump a la revista mensual Seinen Ultra Jump permitió a Araki escribir historias más largas y describir cosas que hubieran sido difíciles de hacer en una revista dirigida a adolescentes. Erkael de Manga-News llamó al manga uno de los mejores de la serie y dijo que no decepciona al lector en ningún momento.
K. Thor Jensen de Geek.com calificó la representación de la relación de Johnny y Gyro como una de las mejores amistades platónicas en los cómics, citando su transición de rivales a aliados cercanos que hacen sacrificios el uno por el otro y se ayudan mutuamente con sus respectivas habilidades. A Erkael le gustó la alta velocidad e intensidad de la historia, diciendo que era como si Araki quisiera que el lector sintiera que ellos mismos eran parte de la carrera, y cómo la historia finalmente se abre para seguir a varios personajes diferentes cuyos caminos a veces se cruzan, conduciendo a un mundo que se siente "rico y denso". Escribieron que la falta de Stands al comienzo de la historia, con Gyro en cambio usando bolas de acero, fue sorprendente pero refrescante, y recuerda las habilidades de Hamon presentadas en la primera parte de la serie de JoJo's Bizarre Adventure, Phantom Blood; todavía disfrutaban del cambio de enfoque a las habilidades de Stand más adelante en la historia, llamándolas "originales y sorprendentes". Kono Manga ga Sugoi! le gustó la representación de los paisajes por los que viajan Johnny y Gyro, llamándolos "bellos".

## Adaptación al anime
El anime de JoJo's Bizarre Adventure comenzó a producirse en 2012 y, hasta ahora, se han adaptado las seis primeras partes del manga. Sin embargo, Steel Ball Run, la séptima parte, siempre presentó diversas dificultades para su producción. El principal reto eran los caballos, ya que animar a muchos de ellos es extremadamente complejo debido a lo detallado y fluido de sus movimientos. Además en 2022, el jefe de adaptación del anime en David Production, Naokatsu Tsuda, abandonó la empresa, lo que generó incertidumbre sobre el futuro de la serie tras la conclusión de Stone Ocean.
No obstante, el 12 de abril de 2025 se confirmó oficialmente que Steel Ball Run será adaptada al anime, lo que ha emocionado a los fans y marca el inicio de una nueva etapa en la animación de la franquicia.